# Стрункі панцирні веретільниці
Стрункі панцирні веретінниці (Ophisaurus) — рід ящірок з родини веретінницевих. Має 15 видів. Інші назви «змієящірки» та «скляні ящірки».

## Опис
Це веретінниці сягають довжини 1,2 м, з яких значну частину складає хвіст. Колір шкіри сіруватий, коричневий, оливкуватий з численними світлими плямочками. Тіло у них нагадує змію. Тулуб стрункий з дрібною лускою, яка розташована косими поздовжніми та поперечними рядками. Тулуб та хвіст вкрито своєрідним панциром з кістяних пластинок. Більшість видів не мають лап, у деяких є рудименти задніх лап, повіки рухливі, вуха представляють зовнішні отвори. Хвіст товстий й досить ламкий. Наділені здатністю відламувати хвіст на декілька частин як скло. звідси одна з назв цих плазунів. Задні щелепні зуби довше за передні.

## Спосіб життя
Полюбляють лісові місцини, степи, річкові долини. Майже усе життя проводять на землі. Добре пересуваються у траві, гарно плавають. Ховаються у норах гризунів,різних щілинах. Активі вранці та вночі. Харчуються комахами. 
Представники цього роду є яйцекладні та яйцеживородні ящірки. Народжується декілька дитинчат, відкладається до 10 яєць. 

## Розповсюдження
Мешкає від Індії до Китаю й Індонезії, зустрічається також у Марокко, південно-східних штатах США. 

## Види
- Ophisaurus attenuatus
- Ophisaurus buettikoferi
- Ophisaurus ceroni
- Ophisaurus compressus
- Ophisaurus formosensis
- Ophisaurus gracilis
- Ophisaurus hainanensis
- Ophisaurus harti
- Ophisaurus incomptus
- Ophisaurus koellikeri
- Ophisaurus mimicus
- Ophisaurus sokolovi
- Ophisaurus ventralis
- Ophisaurus wegneri
- Ophisaurus sagget